# Durchlaufträger

Dieser Durchlaufträger ist einfach statisch unbestimmt.

Als Durchlaufträger wird in der Baustatik ein Mehrfeld-Träger über mehr als zwei Abstützungen als Element eines Balkentragwerks bezeichnet.
Er ist das Modell eines Bauteils, das in der Realität z. B. eine Brücke, eine Gebäudedecke, eine Kranbahn oder Ähnliches sein kann.
Durchlaufträger gehören zu den statisch unbestimmten Systemen und sind daher schwieriger zu berechnen als statisch bestimmte Einfeld- oder Gerberträger.

## Eigenschaften
Der Vorteil von Durchlaufträgern gegenüber statisch bestimmten Systemen ist, dass die Durchbiegung und Feldmomente in der Regel geringer ausfallen, wodurch größere Stützweiten möglich sind. Feldmomente sind Biegemomente, die im Bereich der Feldmitte auftreten. Aufgrund der höheren Biegesteifigkeit können Bauteile zudem oftmals wirtschaftlicher dimensioniert werden.
Stützensenkungen bewirken Sekundärspannungen und wirken sich im Allgemeinen ungünstig auf den Durchlaufträger aus; in manchen Fällen wird das sogar bewusst berücksichtigt, um Kraftableitungen umzulagern. 
Der Durchlaufträger kann über beliebig viele Stützen verlaufen bzw. beliebig viele Felder haben. Am linken und rechten Rand können die Trägerenden gelenkig gelagert, eingespannt oder als Kragträger über das letzte bzw. erste Auflager hinaus ausgeführt sein. Durch eine Randeinspannung – damit ist nur die Verhinderung der Verdrehung gemeint, jedoch weder die horizontale noch die vertikale Verschieblichkeit – steigt in einem ebenen System der Grad der statischen Unbestimmtheit um eins, da an dem System zusätzlich ein Freiheitsgrad (die Verdrehung) festgehalten wird. (Bei einem räumlichen System, bei dem beide Verdrehungen verhindert werden, steigt der Grad der statischen Unbestimmtheit um zwei.) Der Durchlaufträger kann an den Rändern und Zwischenpunkten starr, nachgiebig (durch elastische Federn) oder gar nicht gelagert sein.
Seine statische Berechnung ist in der Elastizitätstheorie im Allgemeinen – von Ausnahmen abgesehen – unabhängig vom Baumaterial, die Bemessung und konstruktive Ausbildung hängt jedoch maßgebend vom Baustoff ab.

### Durchlaufträger mit Gelenken
Mit Vollgelenken unterbrochene (verbundene) Träger werden üblicherweise nicht als Durchlaufträger betrachtet und bilden separat zu betrachtende Systeme, jedoch gibt es dazu in der Literatur auch andere Auffassungen und Definitionen, manche gehen sogar so weit, dass sie Gerberträger als eine Sonderform des Durchlaufträgers sehen:

„Durchlaufträger können ohne und mit Gelenken oder als Koppelträger ausgebildet werden.“

„Durchlaufträger werden häufig aus Transport- und Montagegründen als Durchlaufträger mit Gelenken (Gerber-Gelenkträger) ausgebildet. Die Gerber-Gelenke sind Momentengelenke. Sie übertragen im allgemeinen Querkräfte und Normalkräfte; das Biegemoment ist an dieser Trägerstelle gleich Null.“

### Orientierung von Durchlaufträgern
Mit Durchlaufträgern meint man typischerweise horizontale Träger, die Stablängsachse liegt orthogonal zur Wirkrichtung der Schwerkraft. Lueger schreibt

„Es handle sich um einen Träger mit n Zwischenstützen und frei drehbaren Enden, dessen Stützpunkte in einer horizontalen oder geneigten Geraden liegen.“

Ein durchlaufender vertikaler Fassadenträger (oder Dachträger), der Windkräften ausgesetzt ist, kann ebenfalls als Durchlaufträger betrachtet werden.

## Ermittlung der statischen Unbestimmtheit

### Grad der Unbestimmtheit für eindimensionale typische Durchlaufträger mit Belastungen in einer Ebene

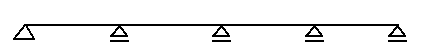
Dreifach statisch unbestimmter Durchlaufträger mit fünf Stützen

Bei typischen Durchlaufträgern entspricht der Grad der statischen Unbestimmtheit der Anzahl der Zwischenstützen, wenn der Tragbalken auf Halbgelenken gelagert ist, also auf einem Festlager und sonst nur beweglichen Lagern aufliegt und an den Stabenden Vollgelenke (also freies Ende oder auf einer gelenkigen Lagerung) vorliegen.

Einfach statisch unbestimmter im Sinne Durchlaufträgertheorie, jedoch nach der allgemeinen Stabtheorie zweifach statisch unbestimmt mit in der Summe 5 möglichen Lagerreaktionen

Für einen, im Regelfall kontinuierlich biegesteifen, nicht kinematischen, Durchlaufträger gilt
{\displaystyle n\ =\ a-3} und {\displaystyle n>0} mit
{\displaystyle n} .. Grad der statischen Unbestimmtheit
{\displaystyle a} .. Summe aller möglichen Lagerreaktionen (z. B. 3 je fester Einspannung, 2 je Festlager, 1 je Loslager (bewegliches Lager))
Für die statische Bestimmtheit im Sinne der Durchlaufträgertheorie werden nur die Vertikalanteile bestimmt, womit sich obige Formel reduziert zu {\displaystyle n_{\text{Durchlauftraeger}}\ =\ a_{\text{Durchlauftraeger}}-2} und {\displaystyle n_{\text{Durchlauftraeger}}>0}
{\displaystyle n_{\text{Durchlauftraeger}}} .. Grad der statischen Unbestimmtheit im Sinne der Durchlaufträgertheorie (=Grad der statischen Unbestimmtheit der Vertikalanteile)
{\displaystyle a_{\text{Durchlauftraeger}}} .. Summe der Lagerreaktionen bezüglich der Vertikalanteile (2 je fester Einspannung, 1 je Festlager, je Loslager (bewegliches Lager), als auch je verschieblicher Einspannung)
Für Tragsysteme mit mehreren, über Gelenk miteinander gekoppelten Tragbalken, siehe stattdessen die nach allgemeinem Abzählkriterium abgeleitete Formel.

## Bemessung
Bei der Bemessung muss beachtet werden, dass die Lasten in ungünstiger Weise feldweise, abschnittsweise oder einzeln wirken können.
Die höchsten Beanspruchungen müssen für jeden Querschnitt jeweils einzeln ermittelt werden, dafür werden häufig Einflusslinien verwendet, um zu bestimmen, welche Lasten ungünstig wirken.
Die höchste Beanspruchung ergibt sich nicht immer durch Kombination aus feldweisen Belastungen mit den jeweiligen Lasten (Gleichlasten, Einzellasten, Stützensenkungen, ständige Lasten, Verkehrs-/Nutzlasten, Wanderlasten, Fahrzeuge), sondern der Wechsel des Vorzeichens der jeweiligen Einflusslinien, der nicht mit den Feldern übereinstimmen muss, ergibt die Belastungsgrenzen.
Manche Computerprogramme setzen in finiten Abständen statische Einzellasten auf den Träger und ermitteln somit eine numerische Approximation der Einflusslinie. Nur in Sonderfällen werden Lasten dynamisch über den Durchlaufträger fahren gelassen.

## Realisierungen
Ein Durchlaufträger kann abschnittsweise durch unterschiedliche Querschnittstypen (Platte, Plattenbalken, Balken) und auch unterschiedliche Baustoffe realisiert sein.
Fachwerk-Durchlaufträger sind Realisierungen, die im Detail aus (biegeweichen) Stäben aufgebaut sind, aber im rechnerischen Modell wie ein biegesteifer Balken wirken.

## Trivia
Die größte Spannweite eines Fachwerk-Durchlaufträgers (einer Fachwerkbrücke) hat gegenwärtig (2017) die Ikitsuki-Brücke in Japan mit 400 m und einer Gesamtlänge von 800 m.